# Represa Cachoeira do França
Represa Cachoeira do França är en reservoar i Brasilien.   Den ligger i delstaten São Paulo, i den sydöstra delen av landet, 900 km söder om huvudstaden Brasília. Represa Cachoeira do França ligger 640 meter över havet. Arean är 1,7 kvadratkilometer. Den sträcker sig 3,5 kilometer i nord-sydlig riktning, och 2,3 kilometer i öst-västlig riktning.
I omgivningarna runt Represa Cachoeira do França växer i huvudsak städsegrön lövskog. Runt Represa Cachoeira do França är det ganska tätbefolkat, med 58 invånare per kvadratkilometer.